# Michael Oldfield (rugby à XIII)
Pour les articles homonymes, voir Oldfield.

a Compétitions nationales et continentales officielles uniquement.

b Matchs officiels uniquement.
Michael Oldfield, né le 24 novembre 1990 à Manly (Australie), est un joueur de rugby à XIII australien d'origine tongienne évoluant au poste d'ailier ou de centre. Il fait ses débuts en National Rugby League avec les Sea Eagles de Manly-Warringah lors de la saison 2010 avec lesquels il évolue trois années, sans pouvoir se revendiquer titulaire, disputant le World Club Challenge en 2012 et remportant la NRL en 2011, avant de rejoindre en 2013 les Sydney Roosters où malgré un nouveau titre de NRL il ne dispute qu'un seul match. Il est appelé parallèlement en sélection des Tonga entre 2013. En 2014, il rejoint la Super League et les Dragons Catalans où il y devient titulaire. Après deux saisons globalement réussies, il parvient à réintégrer la National Rugby League en s'engageant avec les Rabbitohs de South Sydney

## Palmarès

### En club
- Collectif :
  - Vainqueur de la National Rugby League : 2011 (Manly-Warringah) et 2013 (Sydney Roosters).
  - Finaliste de la National Rugby League : 2019[1] (Canberra).

## Statistiques
| Saison | Club                       | Compétition           | Matchs | Points | Essais | Goals | Drops |
| ------ | -------------------------- | --------------------- | ------ | ------ | ------ | ----- | ----- |
| 2010   | Manly-Warringah Sea Eagles | National Rugby League | 3      | -      | -      | -     | -     |
| 2011   | Manly-Warringah Sea Eagles | National Rugby League | 12     | 24     | 6      | -     | -     |
| 2012   | Manly-Warringah Sea Eagles | National Rugby League | 9      | 32     | 8      | -     | -     |
| 2013   | Sydney Roosters            | National Rugby League | 1      | 4      | 1      | -     | -     |
| 2014   | Dragons Catalans           | Super League          | 30     | 88     | 22     | -     | -     |
| 2015   | Dragons Catalans           | Super League          | 12     | 20     | 5      | -     | -     |
| 2016   | South Sydney Rabbitohs     | National Rugby League | 4      | 8      | 2      | -     | -     |
| 2017   | Penrith Panthers           | National Rugby League | 1      | 4      | 1      | -     | -     |
| 2017   | Canberra Raiders           | National Rugby League | 1      | 4      | 1      | -     | -     |
| 2018   | Canberra Raiders           | National Rugby League | 8      | 24     | 6      | -     | -     |
| 2019   | Canberra Raiders           | National Rugby League | 9      | 20     | 5      | -     | -     |
| 2020   | Canberra Raiders           | National Rugby League | 6      | -      | -      | -     | -     |
| 2021   | Parramatta Eels            | National Rugby League | 0      | -      | -      | -     | -     |